# Opération Anaconda
Pour les articles homonymes, voir Opération Anaconda (homonymie) et Anaconda (homonymie).
Guerre d'Afghanistan
L'opération Anaconda est une opération dirigée par les États-Unis dans le but de détruire les forces talibanes dans la vallée de Shahi Kot dans la province de Paktia, en Afghanistan. Elle constitue les premiers combats de grande ampleur depuis les offensives de novembre 2001 qui ont vu la chute du pouvoir taliban. L'opération se déroule du 1er au 18 mars 2002.

## Plan

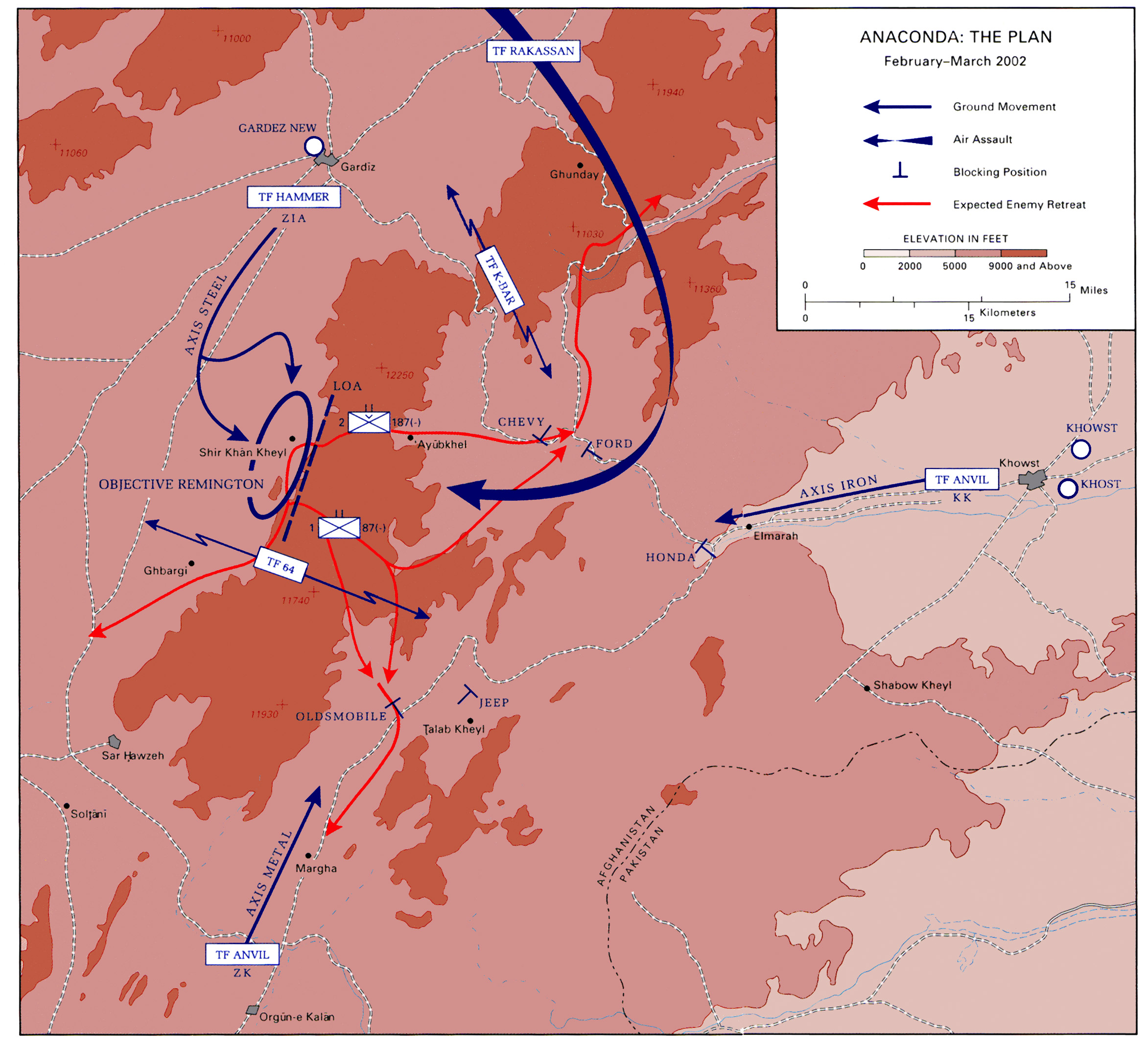
Carte montrant le plan préparatoire des opérations.

Au début de l'année 2002, des rapports de renseignements indiquent à la Coalition menée par les États-Unis que 150 à 200 combattants talibans passent l'hiver dans la vallée de Shahi Kot. Les Américains sont aussi intéressés par la possible présence de deux hommes qu'ils recherchent : Djalâlouddine Haqqani et Tohir Yo‘ldosh. Enfin, ils souhaitent empêcher ces talibans d'attaquer au printemps. Le général américain Franklin Hagenbeck est donc chargé de l'assaut. Il décide d'utiliser de l'infanterie américaine au sol et un soutien aérien principalement américain. Des unités issues des forces spéciales de plusieurs autres pays de la coalition participeront aussi à l'opération. La France engage également des Mirages 2000D pour participer à l'appui aérien.

## La bataille
Le 1er mars, les premières unités sont infiltrées dans la vallée de Shahi Kot. Le lendemain peu après minuit, Américains et Afghans pénètrent dans la vallée. Au nord-ouest, l'avancée piétine. La mauvaise condition de la route a causé plusieurs accidents et obligé la colonne à allumer ses phares diminuant ainsi l'effet de surprise. Ensuite, une erreur de tir conduit un appareil américain à bombarder la colonne. Enfin, le bombardement aérien prévu n'a pas lieu et de nouvelles demandes n'aboutissent pas. De leur côté, les Talibans réagissent, soutenus par des mortiers, et causent des pertes dans les rangs de l'armée afghane. Au sud, les forces américaines supposées attendre et piéger les fuyards venant de l'ouest se heurtent à une importante force talibane bien retranchée : le nombre de talibans est réévalué de 150-200 à 500-1 000. Après une journée de combat, les forces légères américaines sont évacuées par hélicoptère. 28 soldats seront blessés lors de cette bataille. De son côté, l'armée américaine estime avoir tué une centaine d'insurgés lors de ce combat.

### Le Takur Ghar

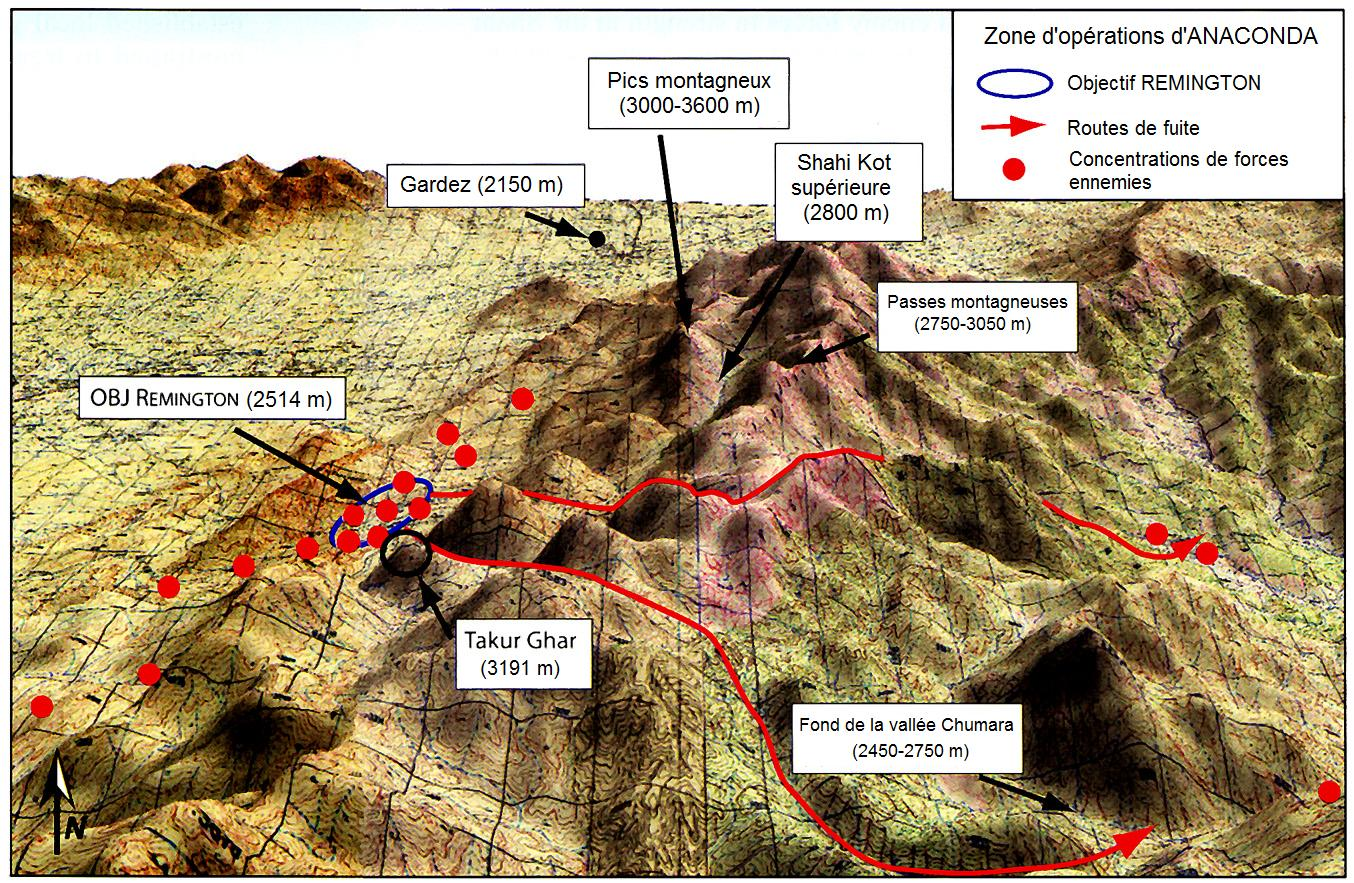
Zone d'opérations d'Anaconda

Dans la nuit du 3 au 4 mars, une équipe SEAL est infiltrée par hélicoptère MH-47 Chinook (indicatif Razor 03) sur le pic du Takur Ghar pour y placer un poste d'observation. Le sommet était déjà occupé par une force ennemie qui ouvre le feu sur l'hélicoptère lors de son approche. Un SEAL qui s'apprêtait à débarquer chute de l'hélicoptère, tandis que le MH-47 dégage et doit effectuer un atterrissage d'urgence quelques kilomètres plus au nord dans la vallée. Un second MH-47, Razor 04, récupère l'équipage et l'équipe SEAL, évacue l'équipage de Razor 03 à Gardez, puis retourne avec l'équipe SEAL au Takur Ghar pour tenter de sauver leur compagnon d'armes. Razor 04 parvient à déposer l'équipe, qui entre presque immédiatement en contact avec l'ennemi. John A. Chapman, leur contrôleur de combat, est tué ou présumé tel, deux SEALs sont blessés, l'équipe décide de se replier et appelle une force de réaction rapide du 75th Ranger Regiment qui arrive dans deux autres MH-47, Razor 01 et 02. À cause de mauvaises communications, la force de réaction rapide croit que les SEAL sont encore sur le sommet et s'y dirigent. Razor 01 est abattu sur le sommet, trois Rangers et un homme d'équipage sont tués dans les premières secondes du combat, mais le reste des Rangers parvient à tenir son terrain. Grâce à l'appui aérien, ils parviennent à éliminer les forces adverses au sommet. Une attaque de renforts adverses, montée à la rencontre des Américains, en blesse gravement deux. Encore grâce à l'appui aérien, les Rangers éliminent cette nouvelle force du sommet, mais leurs supérieurs refusent d'envoyer de nouveaux hélicoptères de jour pour évacuer les blessés, pensant que la zone est encore trop risquée. Un des blessés décède des suites de ses blessures, faute d'être évacué à temps vers une antenne médicale. Lors de ces combats, qui sont devenus une véritable bataille dans la bataille, les Américains ont eu sept morts.

### Suite des combats

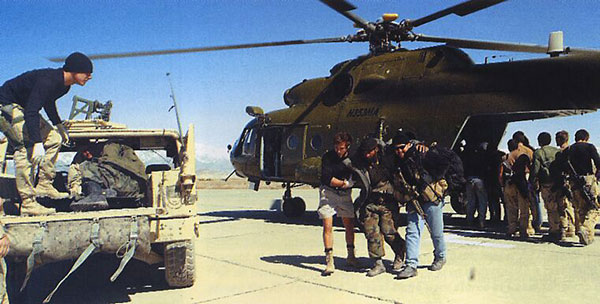
Des Special Forces aidant un membre de l'Alliance du Nord sur la base aérienne de Bagram. À l'arrière plan, un Mi-17 affrété par la CIA durant l'opération Anaconda.

Après ces durs combats, des forces supplémentaires US, canadiennes et afghanes sont envoyées. Les forces de la coalition progressent plus facilement, aidées par les bombardements aériens tandis que les talibans évacuent la vallée. Les combats s'arrêtent le 6 selon le major Bryan Hilferty. Le 12, toute la vallée est aux mains de l'armée afghane et des Américains. L'opération se termine officiellement le 18.

### Record de tir
Lors de cette bataille, le caporal Robert Furlong, tireur d'élite du 3e Bataillon, Princess Patricia's Canadian Light Infantry des Forces canadiennes, abat par un tir de précision un ennemi à une distance de 2 430 mètres, battant le record précédent établi lors de la guerre du Viêt Nam. Ce record sera battu en novembre 2009, alors que le tireur d'élite britannique Craig Harrison abat un ennemi à 2 475 mètres.

## Pertes
Les Américains ont eu 8 morts et 72 blessés, et l'armée afghane a subi des pertes certaines. La mauvaise coordination a été très néfaste à la Coalition. Les pertes talibanes sont estimées entre 100 morts (armée afghane) et un millier (armée américaine).

## Dans la culture populaire
- Le jeu vidéo Medal Of Honor sorti en 2010 prend pour théâtre d'opération l'Afghanistan et plus précisément l'Opération Anaconda.